# پاتریس آگوستین
پاتریس آگوستین (انگلیسی: Patrice Augustin؛ زادهٔ ۲۷ مهٔ ۱۹۵۵) بازیکن فوتبال اهل فرانسه است.
از باشگاه‌هایی که در آن بازی کرده‌است می‌توان به باشگاه فوتبال استاد برستوا ۲۹ و باشگاه فوتبال آنژه اشاره کرد.